# Modesto López-Otero Bravo
Modesto López-Otero Bravo (Valladolid, 24 de febrer de 1885 – Madrid, 23 de desembre de 1962) va ser un arquitecte espanyol.

## Biografia
Va cursar els seus estudis a l'Escola Tècnica Superior d'Arquitectura de Madrid. El 1912 va obtenir la Medalla d'Or d'Arquitectura en l'Exposició Nacional de Belles Arts. El 1916, va ser nomenat catedràtic de «Projectes arquitectònics» de l'Escola d'Arquitectura de Madrid, de la qual fou director des de 1923 fins a 1955. El 1926 va ingressar en la Reial Acadèmia de Belles Arts de Sant Ferran i el 1932 en la Reial Acadèmia de la Història. El 1923 li va ser encomanat el projecte i realització de les obres de la Ciutat Universitària de Madrid. En instaurar-se la Segona República va ser rellevat de la direcció tècnica i substituït per l'arquitecte Sánchez Arcas. Però després de la Guerra Civil, al costat de Pedro Muguruza, va tornar a fer-se càrrec de les obres, que va caldre reconstruir pràcticament íntegrament, ja que va estar durant tota la guerra en la línia del front.

## Estil
La seva activitat professional es va iniciar en una època en la qual l'arquitectura espanyola es debatia entre un vague eclecticisme amb influència francesa i la cerca d'un estil nacional més o menys arrelat en les tradicions regionals. La cultura de López Otero i la seva inquietud d'artista li va permetre obrir nous camins en els quals, sense desprendre's d'un profund classicisme, va evolucionar cap a conceptes formals de modernitat i noblesa.

## Exemples de la seva obra

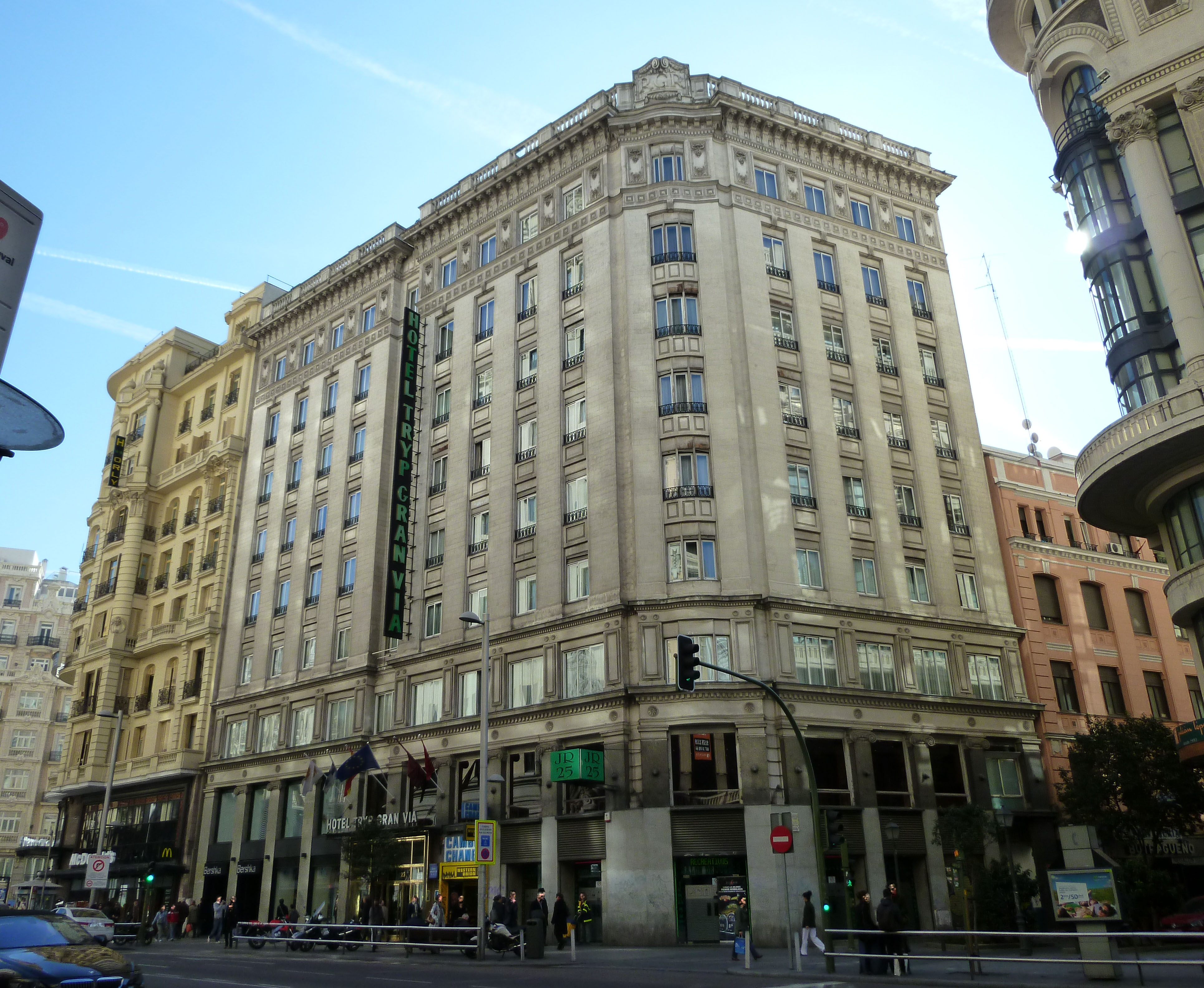
Hotel Gran Vía (1925, Madrid).

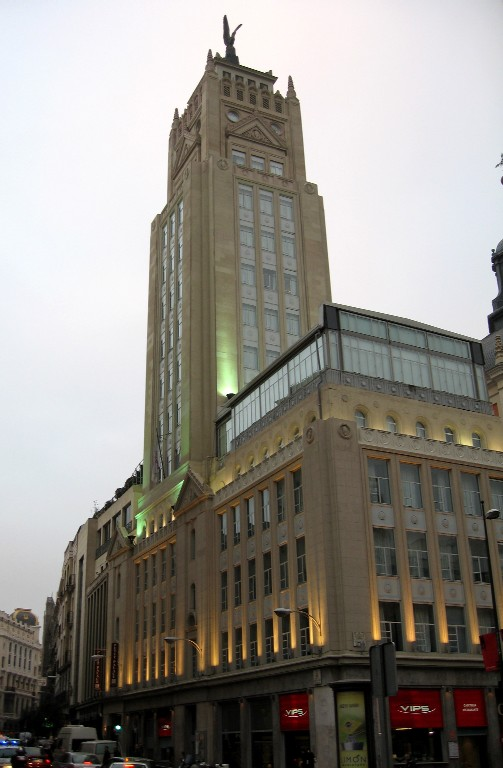
Edifici La Unión y el Fénix Español (1931, Madrid).

Serveixen d'exemple no sols els edificis de la Ciutat Universitària aixecats sota la seva direcció, sinó també la sèrie d'edificis oficials i particulars, entre els quals destaquen el Monument a les Corts de Cadis, els Hotels Gran Via i Nacional de Madrid, l'edifici neomudéjar del Col·legi Nuestra Señora del Recuerdo, l'Hotel Cristina de Sevilla, el Gran Hotel de Salamanca, l'Edifici La Unión y el Fénix Español (1931) i els Magatzems Rodríguez a Madrid, i el Col·legi Espanyol a la Ciutat Universitària de París.

## Tasca pedagògica
Però potser la seva labor més fecunda per la influència que ha tingut en la formació de les modernes generacions d'arquitectes va ser la de professor de Projectes a l'Escola d'Arquitectura de Madrid. Portat d'una imperiosa vocació docent i d'un gran amor a la professió, va imprimir nous rumbs a l'ensenyament, avançant-se en molts aspectes al seu temps, amb criteri obert a totes les idees i virtut per saber inculcar en els seus alumnes esperit d'anàlisi i un sa equilibri entre la tècnica i les humanitats. Va ser un artista complet, d'esperit sempre jove i amb sensibilitat fina, conversador amè d'enginy agut i extensa cultura, i dibuixant de llapis fàcil i elegant, reunint un conjunt de qualitats humanes que, a través del seu magisteri, van impulsar el ressorgiment i la vitalització de l'arquitectura espanyola. El 1955 va ser escollit Director de la Reial Acadèmia de Belles Arts de Sant Ferran, càrrec que va ostentar fins a la seva mort el 23 de desembre de 1962.

## Obres
- Ciutat Universitària de Madrid
- Monument a les Corts de Cadis,
- Hotels Gran Via i Nacional de Madrid,
- Hotel Cristina de Sevilla (desaparegut),
- Gran Hotel de Salamanca (desaparegut),
- Edifici La Unión y el Fénix Español al carrer d'Alcalá, 23, al costat de Miguel de los Santos.
- Torre del carrer de Peligros
- Emmagatzemis Rodríguez a Madrid (desaparegut),
- Col·legi d'Espanya a la Ciutat Universitària de París.

## Guardons
- 1912: Medalla d'Or d'Arquitectura en l'Exposició Nacional de Belles arts.
- 1916, catedràtic de «Projectes arquitectònics» de l'Escola d'Arquitectura de Madrid, de la qual fou director des de 1923 fins a 1955.
- El 1926 ingressa en la Reial Acadèmia de Belles Arts de Sant Ferran. Va ser el seu director des de 1955 a 1962.
- 1932, ingressa en la Reial Acadèmia de la Història.